# Radträger

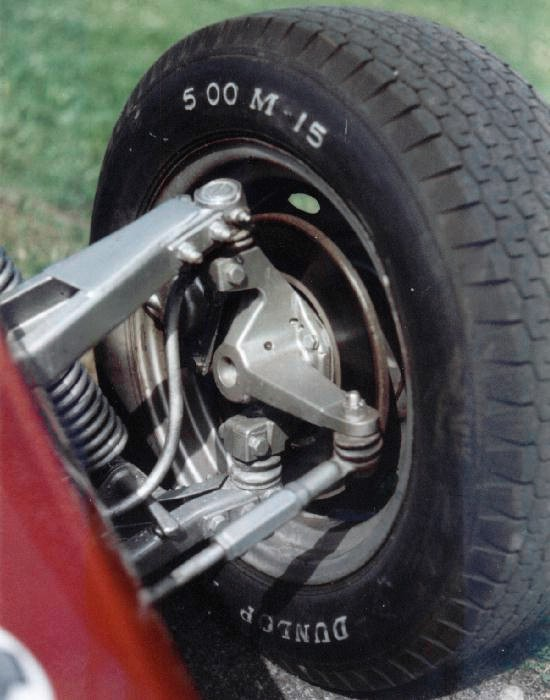
Doppelquerlenker-Aufhängung Der Radträger in der Bildmitte enthält die Verbindung zu den beiden Dreieckslenkern und zur Spurstange, sowie die Radlagerung.

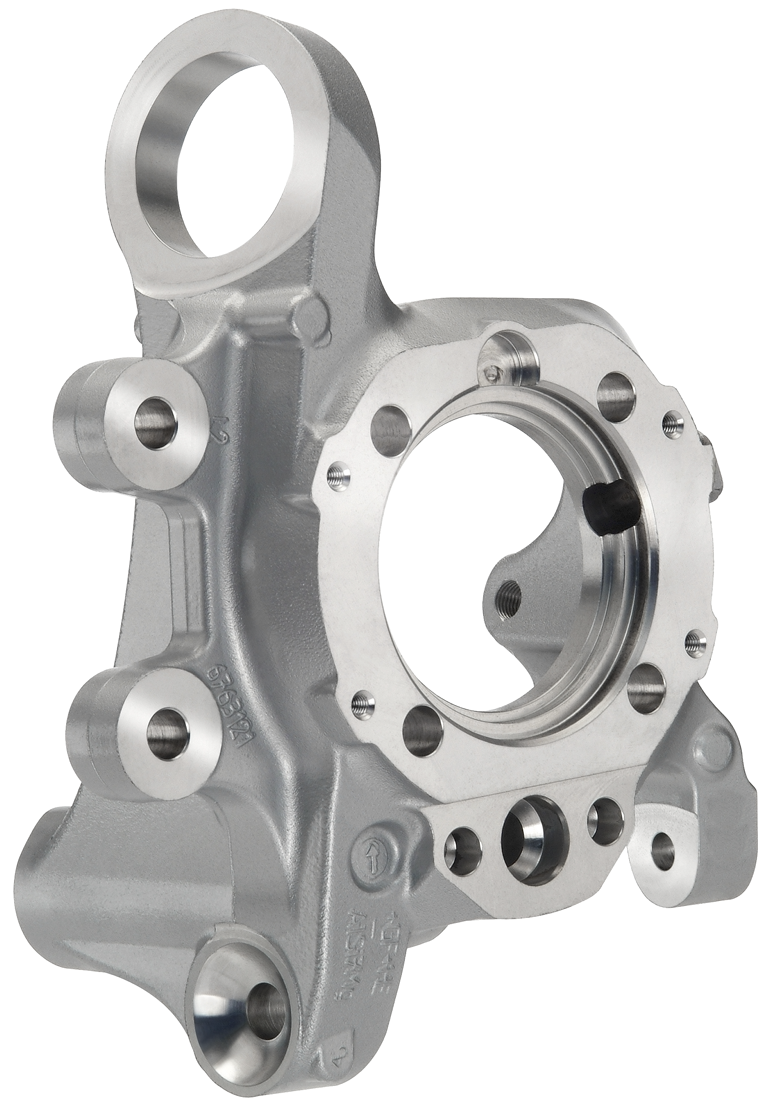
Radträger einer Mehrlenkerachse

Mit Radträger wird der Teil der Radaufhängung bezeichnet, der über Lenker und Gelenke mit dem Fahrzeugkörper (Fahrgestell oder selbsttragende Karosserie) verbunden ist. Er enthält im Wesentlichen die Radlagerung eines Kraftfahrzeugs und alle radseitigen Anlenkpunkte sowie Befestigungsstellen für den Bremssattel bei Scheibenbremsen oder für die Ankerplatte bei Trommelbremsen. Der Radträger ist das  gegenüber dem Fahrzeugkörper geführte Teil und gehört zusammen mit dem Rad zur ungefederten Masse des Fahrzeugs.
Der Begriff wird auch anstelle der früheren Bezeichnung Achsschenkel bei gelenkten Achsen verwendet, bei denen die Lenkdrehachse (Spreizachse) durch die Mittelpunkte von Kugelgelenken festgelegt ist.